# 渡辺好延
渡辺 好延（渡邊 好延、わたなべ よしのぶ、1874年（明治7年）9月4日 - 1941年（昭和16年）10月15日）は、大日本帝国陸軍軍人。最終階級は陸軍少将。位階勲等功級は従四位勲三等功五級。娘婿に紀藤常亮、菅野良（菅野尚一長男）がいる。

## 経歴・人物
山口県出身。1896年（明治29年）陸軍士官学校第7期卒業。
1919年（大正8年）4月に野戦重砲兵第4連隊長、同年7月に陸軍砲兵大佐を経て、1922年（大正11年）2月に函館要塞司令官に任官。
その後、1923年（大正12年）8月に陸軍少将に昇進と同時に待命。翌月、予備役に編入した。

## 栄典
勲章
- 1940年（昭和15年）8月15日 - 紀元二千六百年祝典記念章[6]